# Cín
Cín (chemická značka Sn, latinsky stannum) patří mezi kovy, které jsou známy lidstvu již od pravěku především jako součást slitiny zvané bronz. Má velmi nízký bod tání a je dobře kujný a odolný vůči korozi. Nachází využití při výrobě slitin (bronz, pájky, ložiskový kov), v potravinářství při dlouhodobém uchovávání potravin (pocínování konzerv, cínové fólie) a při výrobě uměleckých předmětů.

## Základní fyzikálně-chemické vlastnosti

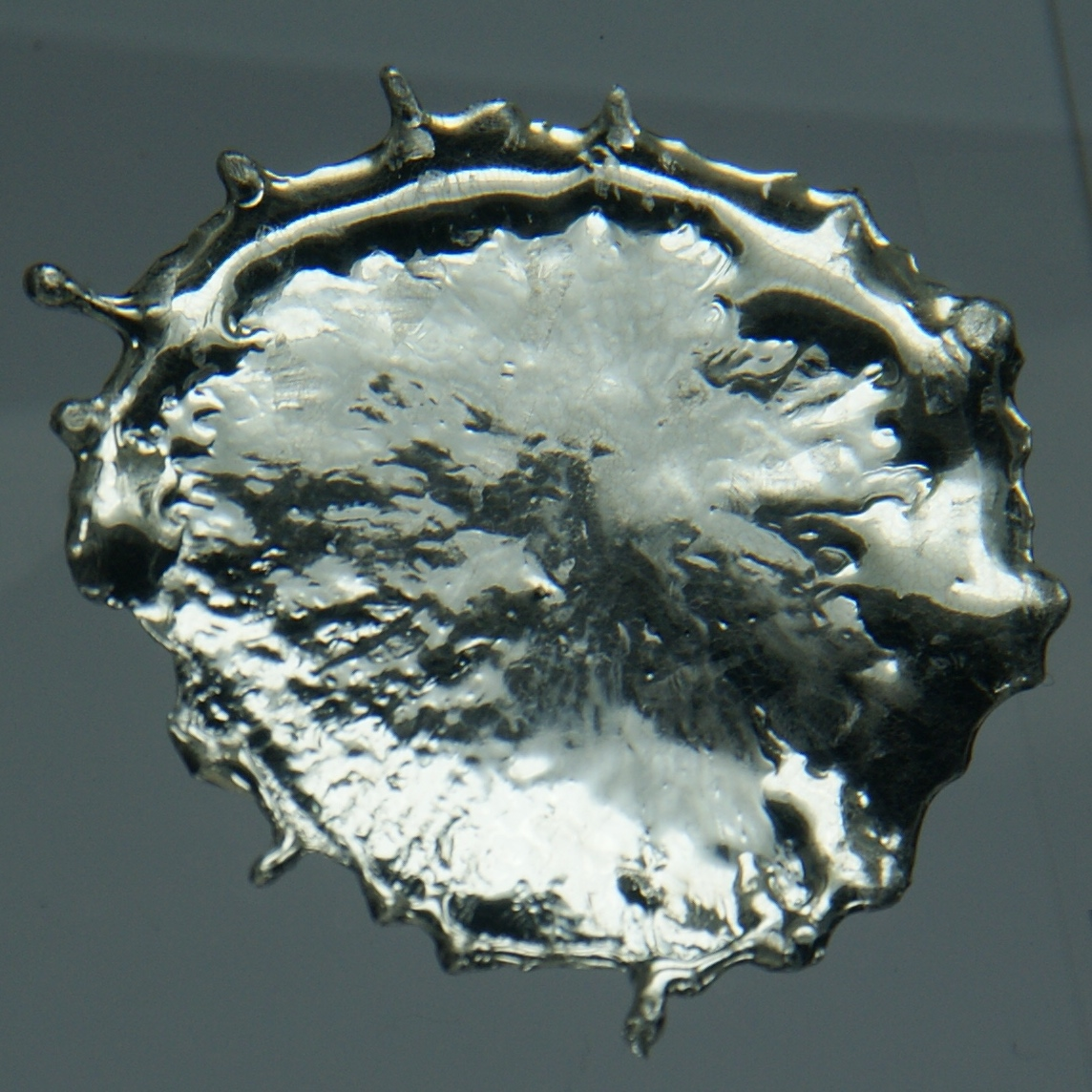
Ztuhlá kapka cínu

Nízkotavitelný kov, používaný člověkem již od pravěku. Cín je v normálním prostředí značně odolný proti korozi a zároveň je zdravotně prakticky nezávadný. Je to stříbrobílý lesklý kov, není příliš tvrdý, ale je značně tažný. Takže jej lze válcovat na velmi tenké fólie (obalový materiál staniol). Ve sloučeninách se vyskytuje v mocenství: Sn2+ a Sn4+.
Cín je vůči vzduchu i vodě za normální teploty stálý. Vůči působení silných minerálních kyselin není cín příliš odolný. Velmi ochotně se rozpouští především v kyselině chlorovodíkové za přítomnosti i malých množství oxidačních činidel (HNO3, H2O2, …). Také v silně alkalických roztocích se kovový cín poměrně rychle rozpouští za vzniků cíničitanového aniontu [SnO3]−2. Cín je tedy amfoterní.
Kovový cín se vyskytuje ve třech alotropních modifikacích: šedý α-cín, krystalizující v kubické soustavě, bílý β-cín, který se vyskytuje v tetragonální krystalické soustavě, a γ-cín krystalizující v kosočtverečné soustavě. Přechod mezi formou bílého a šedého cínu nastává při teplotě 13,2 °C. Jsou-li cínové předměty (nádoby, sošky) dlouhodobě vystaveny takto nízkým teplotám, může dojít k přechodu původně bílého cínu na šedou modifikaci a předmět se rozpadne na prach. Tento jev je označován jako cínový mor a byl znám již od středověku, kdy přes zimu teploty v hradních místnostech mohly klesnout pod uvedenou hodnotu a došlo ke zničení cínových nádob. γ-cín vzniká z bílého β-cínu až při 160 °C. Za extrémně nízkých teplot pod 3,72 K je cín supravodičem I. typu.
Při ohýbání cínových tyčí dochází ke vzniku charakteristického zvuku, cínového pláče.

## Výskyt

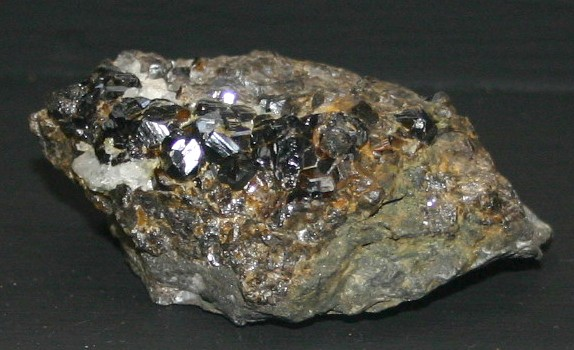
Ruda - cínovec

Celkově je cín v zemské kůře poměrně vzácným prvkem. Průměrný obsah činí pouze 2–4 ppm (mg/kg). V mořské vodě činí jeho koncentrace pouze 3 mikrogramy v jednom litru. Předpokládá se, že ve vesmíru připadá na jeden atom cínu přibližně 30 miliard atomů vodíku.
Hlavní cínovou rudou je kasiterit neboli cínovec, chemicky oxid cíničitý SnO2, který obsahuje 78,62 % cínu. Další, ale vzácná cínová ruda, je například stannin Cu2S.FeS.SnS2. Cínovec se vyskytuje v cínovcových žilách a pegmatitech, hromadí se v náplavech. V České republice jsou poměrně bohatá naleziště cínových rud, např. Cínovec, Horní Krupka, Horní Slavkov. Světová ložiska jsou především v Myanmaru, Indonésii, Malajsii, Bolívii, Brazílii, Rusku (Jakutsko a Čukotka), Nigérii a Austrálii.
Dalšími méně známými rudami cínu jsou franckeit Pb5Sn3Sb2S14, stanin Cu2FeSnS4 (resp. Cu2S•FeS•SnS2) a cylindrit Pb3Sn4FeSb2S14.

## Výroba
Výroba kovového cínu z rudy je jednoduchá, jde o žárovou redukci uhlím v šachtových nebo plamenných pecích:
SnO2 + 2 C → Sn + 2 CO
Ve strusce, která vzniká při tomto pochodu je ještě stále velké množství cínu, který lze získat redukčním pochodem (tavením strusky v plamenných pecích s oxidem vápenatým a uhlím) nebo srážecím pochodem (tavením se železnými odpadky).
SnSiO3 + CaO + C → Sn + CaSiO3 + CO redukční pochod
SnSiO3 + Fe → FeSiO3 + Sn srážecí pochod
K opětovné regeneraci pocínovaných předmětů lze využít elektrolýzu nebo se cín z pocínovaných kovových povrchů zpětně získává působením plynného chloru.

## Historie a výroba v minulosti

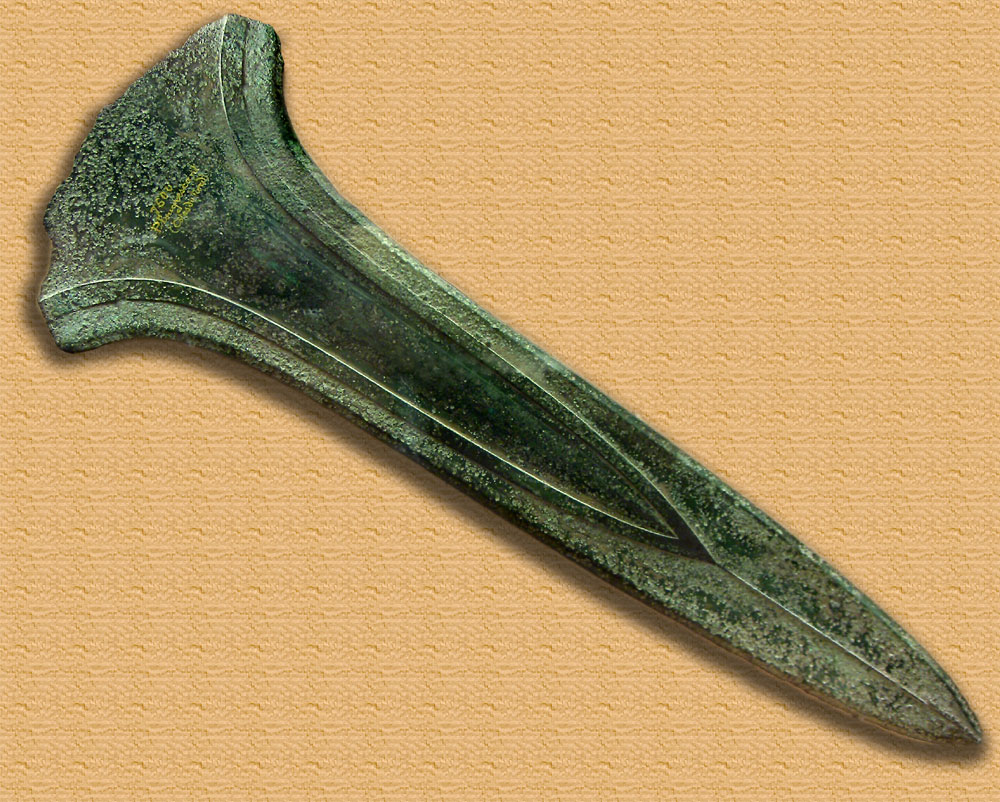
Obřadní bronzová dýka, Plougrescant, Francie, 1500–1300 př. n. l.

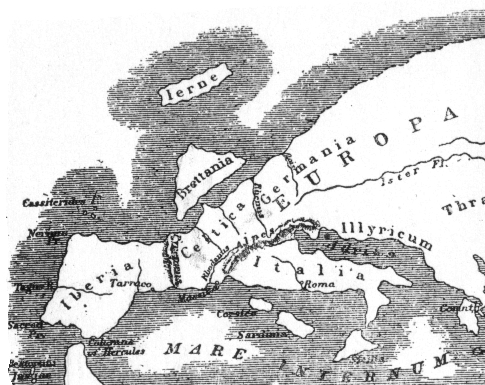
Strabónova mapa Evropy, kde jsou zakresleny cínové ostrovy „Cassiterides“.

V Bibli i v nejstarších spisech Řeků a Římanů se vyskytují pojmy, která mnozí badatelé vztahují k výrobě cínu. Cín byl znám velmi dávno, především pro svou poměrně snadnou výrobu z rud. Hérodotos mluví o cínových ostrovech a Plinius starší píše, že cín je dražší než olovo a že se dováží z cínových ostrovů v Atlantském oceánu. Za cínové ostrovy se pokládají ostrovy Scillské u pobřeží jižní Anglie, odkud Féničané cín vyváželi do Východní Evropy a Západní Asie. Izotopická analýza ukázala, že se ve starověku cín z Anglie dovážel do Středomoří.
Později poskytovalo Féničanům dostatek cínu Španělsko.[zdroj?] Těžba cínové rudy na Pyrenejském poloostrově zanikla v dobách, kdy se Maurové usazovali ve Španělsku. Začátkem tisíciletí byla nejdůležitější naleziště cínovce v Evropě v Anglii v Cornwallu a Devonu.
V Krušných horách, které se proslavily bohatstvím cínové rudy, se začalo s rýžováním cínu v době bronzové. Keltové těžili náplavy s kasiteritem pomocí uměle vytvořených kanálů v oblasti pod Cínovcem a horou Pramenáč. Hlubinným dobýváním cínu se začalo v Krupce v roce 1200. V 15. století byly založeny hutě v Cínovci a v 16. století ve Slavkově. Všechny hutě a doly byly zničeny za třicetileté války a poté nebyly dlouho obnoveny. Dnes funguje pouze jedna huť.

### Postup historické výroby
Cínovec se rozemele, plaví a potom se praží, aby se odstranily síra a arsen. Propírání i pražení rudy se obvykle několikrát opakuje. Tím způsobem se obohatí cínová ruda na obsah až 70 % cínu. Z cínovce se získává kov redukcí uhlím v peci. V Čechách v Krupce je v provozu jedna šachtová pec, která se plní střídavě dřevěným uhlím a rudou. Obdržený cín není zcela čistý a proto se dále rafinuje.
Rafinace cínu se provádí na nakloněné nístěji, pokryté žhavým uhlím. Na uhlí se vlije v šachtové peci získaný cín, který stéká po žhavém uhlí a zanechává na něm nečistoty. Práce s naléváním cínu na uhlí se opakuje tolikrát, až cín na uhlí nezanechává zbytky při odtékání. Vyčištěný cín se lije do kadlubů.
Protože je cínu značný nedostatek, vyrábí se cín i ze zbytků a odřezků bílého plechu. Při výrobě se použije elektrického proudu. Elektrolytem je roztok hydroxidu sodného NaOH, anodu tvoří drátěný košík naplněný odpadky bílého plechu. Na železné katodě se usazuje houbovitý cín, který se vybírá a taví za vzniku velmi čistého kovu. Železné odpadky po odstranění cínu se použijí jako šrot při výrobě železa a oceli.

## Využití
Se zpracováním cínu litím do různých forem se setkáváme již od poloviny 3. tisíciletí př. n. l. I v antice byla výroba cínových předmětů vysoce ceněna, ale cínařství dosáhlo vrcholu v evropském středověku, renesanci a baroku. Hlavními výrobky z té doby jsou užitkové a liturgické nádoby, svícny, křtitelnice. Povrch těchto výrobků byl zdoben reliéfy, rytím, cizelováním a leptáním. Před objevením porcelánu byl cín důležitým materiálem pro výrobu talířů, konví a číší. Později byly z cínu odlévány i drobné hračky (cínoví vojáčci), sošky, pamětní medaile apod.
V současné době je těžiště využití kovového cínu v potravinářství. Vysoká odolnost cínu proti korozi a jeho zdravotní nezávadnost ho určují jako ideální materiál pro styk s dlouhodobě uchovávanými potravinami. Protože cena samotného cínu je poměrně vysoká, je plech pro výrobu konzerv obvykle ze slitin železa a cínem v tenké vrstvě je pokrýván vnitřní povrch, který je v kontaktu s potravinami. Podobně se upravují i kovové povrchy zařízení pro potravinářský průmysl – trubky, kotle, reaktory… Z cínu lze také vyválcovat tenké fólie (staniol), které se opět uplatňují při ochraně potravin nebo jiných předmětů před korozí. Dnes jsou ale vytlačovány hliníkovou fólií – alobalem, který je znatelně levnější a má stejné vlastnosti.
Ve sklářském průmyslu je lití skleněných tabulí na roztavený cín ideální metodou pro výrobu dokonale rovných skleněných ploch o značně velkých rozměrech (výkladní skříně, okna moderních výškových budov a dalších).
Elementární cín získává supravodivé vlastnosti při teplotách pod 3,72 K. Dosažení této teploty není technicky příliš obtížné, a proto cínové krystaly sloužily jako první materiál pro studium jevů supravodivosti (např. Meissnerův-Ochsenfeldův jev).

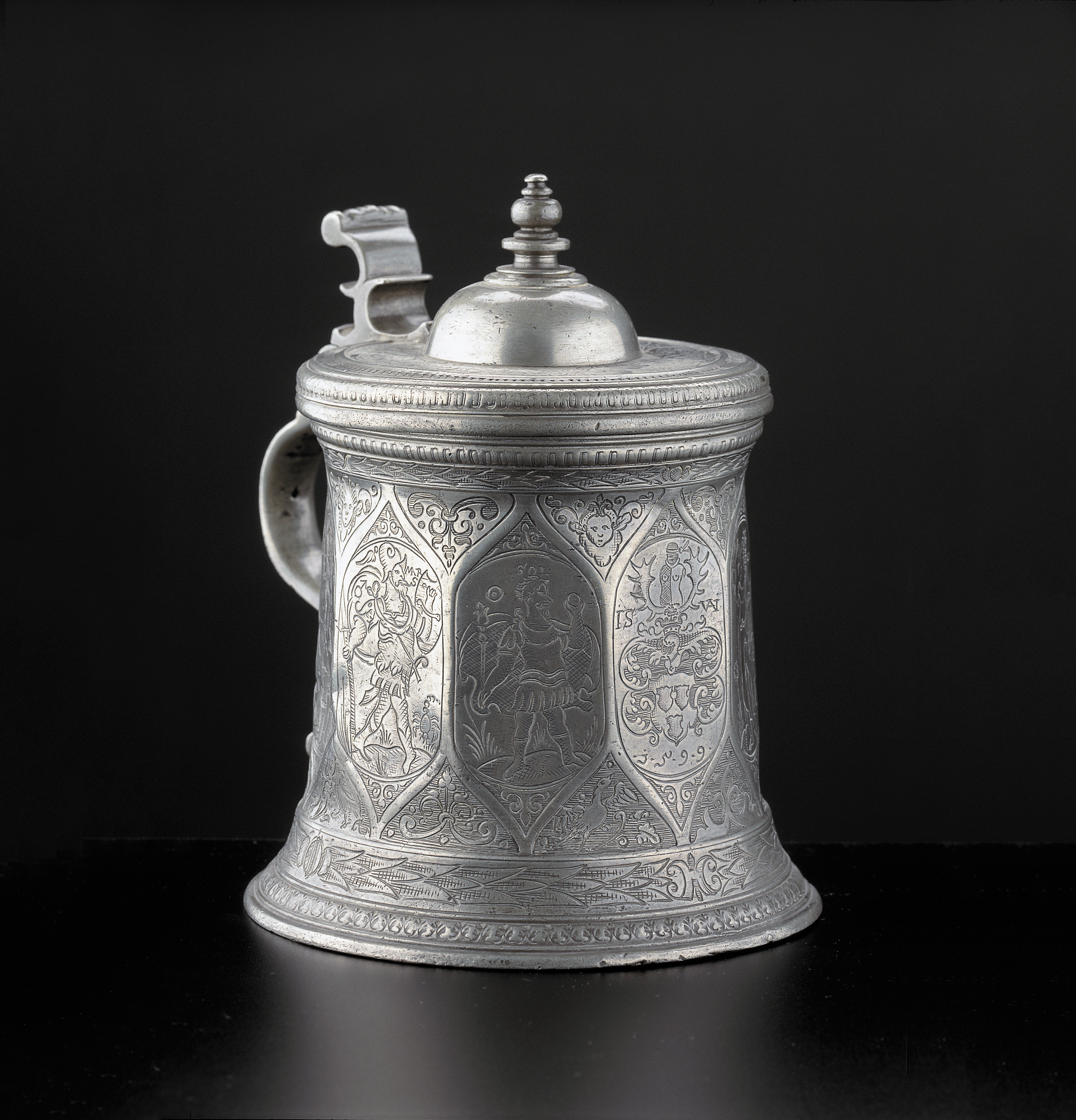
Holba se znakem pražského malířského bratrstva svatého Lukáše, 1599, Uměleckoprůmyslové muzeum v Praze
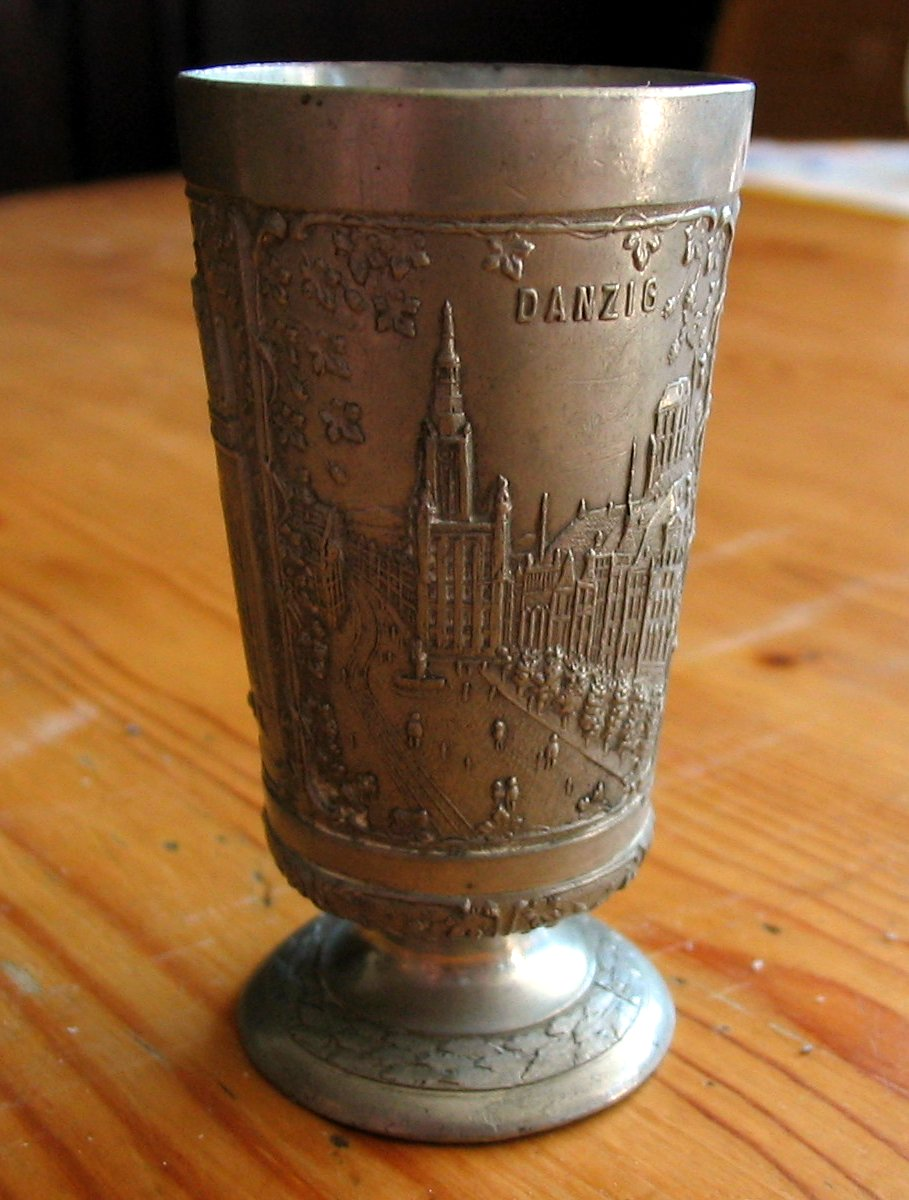
Cínová nádoba
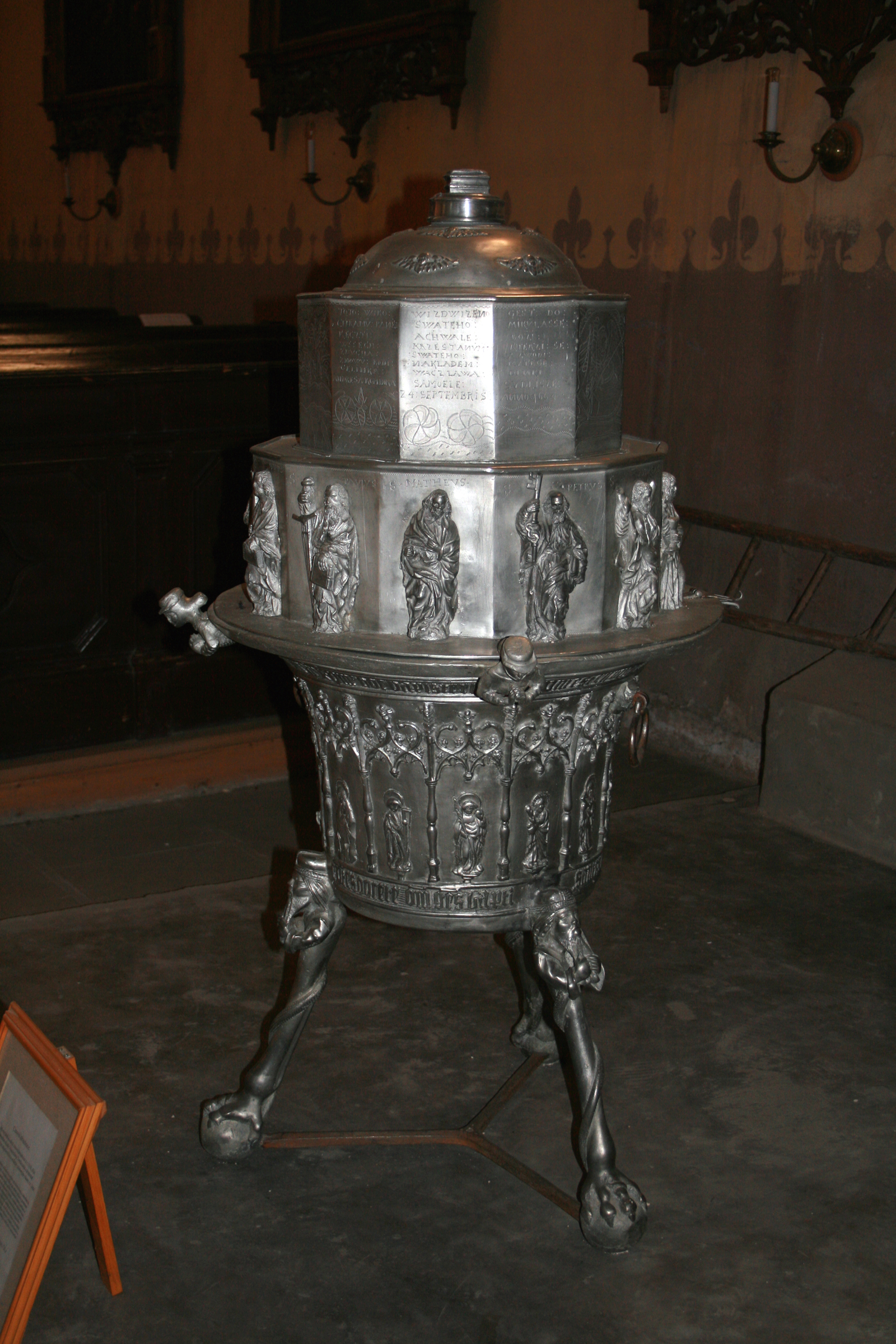
Cínová křtitelnice, kostel v Jaroměři
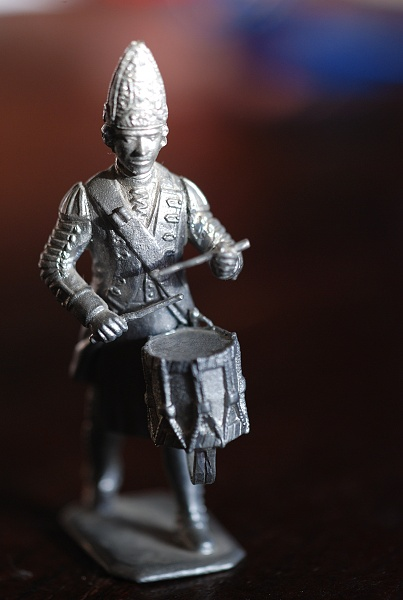
Cínový vojáček

## Slitiny cínu

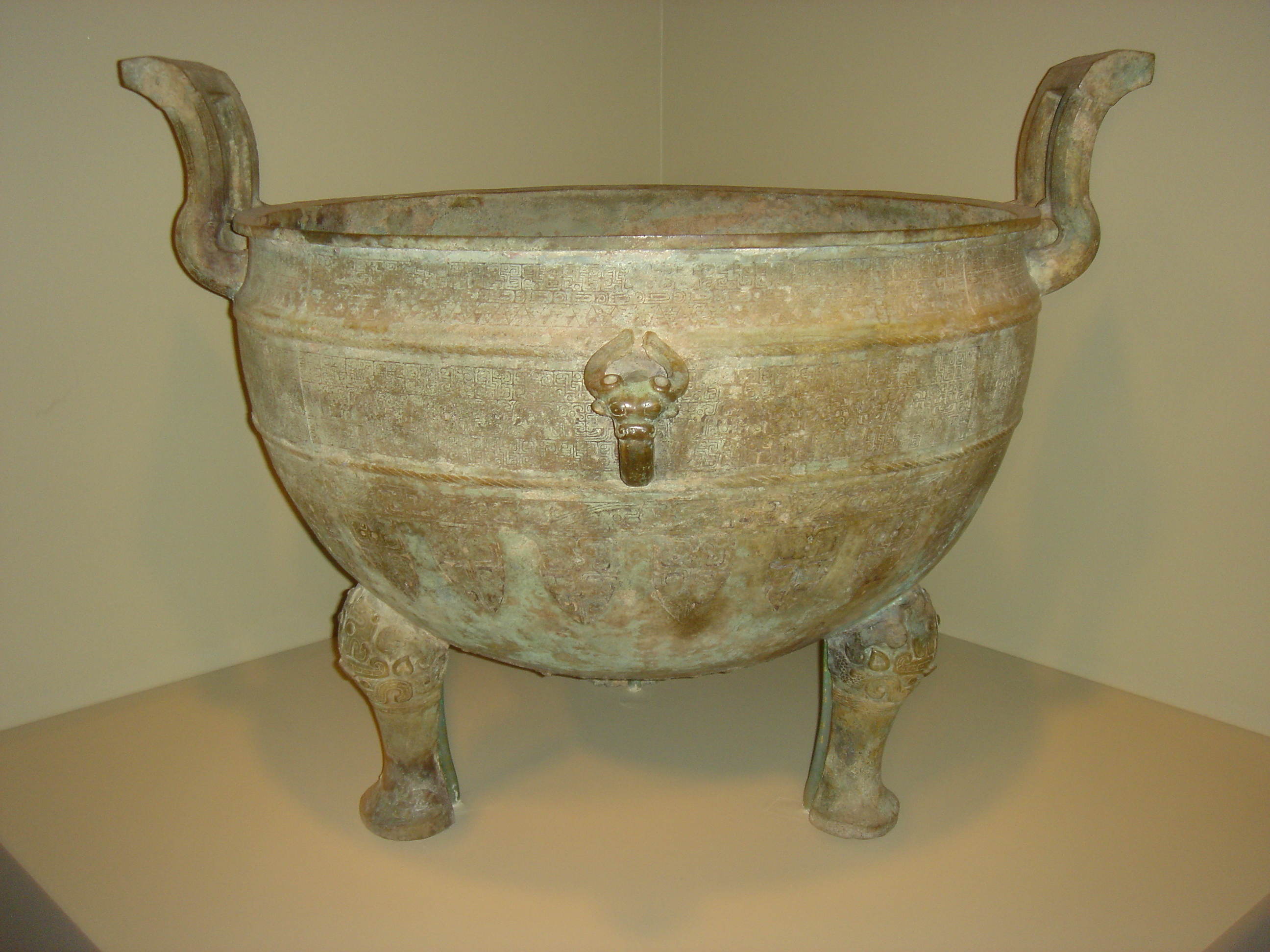
bronzová nádoba

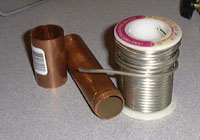
Cívka bezolovnaté pájky

Základní nevýhodou čistého cínu je skutečnost, že je velmi měkký a nehodí se proto k výrobě nástrojů nebo zbraní. Teprve objev slitin cínu s mědí a dalšími kovy umožnil rozkvět starověké metalurgie a přispěl k rychlejšímu vývoji civilizace.
- Cínový bronz je slitina mědi a cínu s obsahem cínu do 33 %, běžně se obsah cínu pohybuje pouze okolo 5–15 %. Cín podstatným způsobem zvyšuje pevnost a tvrdost a zároveň má vzniklá slitina nižší bod tání než samotná měď a snáze se proto zpracovává litím. Použije-li se pojem bronz sám o sobě, je tím v určitém kontextu míněn právě cínový bronz.
  - Bronz jako slitina cínu s mědí dala jméno celé epoše lidských dějin – době bronzové. O významu, jaký je člověkem bronzu připisován, svědčí např. i to, že za třetí místo v nějaké sportovní disciplíně se uděluje bronzová medaile, hned po zlaté a stříbrné. Bronzy mají mnoho využití i v současné době.
  - Bronz vykazuje velkou odolnost při styku s mořskou vodou a vyrábějí se z něj důležité součásti průmyslových aparatur, které jsou trvale vystaveny jejímu působení (potrubí a ventily pro její rozvod).
  - Bronz (zvonovina) je dodnes pokládán za nejlepší slitinu pro výrobu zvonů, jsou z něj odlévány různé sochy a kovové plastiky, protože prakticky neomezeně vzdoruje vlivům počasí. Velmi významné a ceněné jsou také čínské bronzové umělecké předměty.
  - Fosforové bronzy obsahují navíc přibližně 1 % fosforu a vyznačují ještě zvýšenou tvrdostí, mechanickou a chemickou odolností.
- Zvýšením obsahu cínu v bronzu se získá jeho speciální odrůda, slitina nazývaná dělovina. Tato slitina sloužila v raném novověku pro výrobu těžkých palných zbraní a nebylo proto výjimkou, že se kostelní zvony přetavovaly na děla.
- Dalším typem slitin obsahujících měď je ložiskový kov. Jde o slitinu s přibližným složením 80–90 % cínu, která obsahuje navíc měď, olovo a antimon. Vyznačuje se především vysokou odolností proti otěru i když jsou poměrně měkké – slouží pro výrobu kluzných ložisek pro automobilový průmysl a další aplikace.
- Anglický cín (pewter) – slitina s mědí a antimonem nebo olovem, obsah cínu přesahuje 90 %. Užívá se k výrobě levnějších šperků.
- Významnou skupinu slitin cínu představují pájky. Cín je součástí především pájek pro tzv. měkké pájení. Měkké pájky (s teplotou tání nižší než 400 °C) jsou slitiny kovů jako Pb, Sn, Cd, Zn, Ag aj. Tyto pájky jsou využívány pro instalatérské práce (pájení trubek pro rozvody vody, topných médií, chladicích médií v klimatizacích), pro klempířské práce jako je spojování okapů, střešních krytin a ve velkém měřítku v elektrotechnice. V České republice platí pro měkké pájky norma: ČSN EN ISO 9453 Slitiny pro měkké pájení – Chemické složení a tvary.
  - Pro některé aplikace se odlévají komplikovanější směsi, obvykle se jedná o slitiny cínu, olova, kadmia a antimonu. Pro zvýšení bodu tání, zvýšení pevnosti a vodivosti spoje se často leguje do slitiny i stříbro. Pro účely, vyžadující zvlášť velkou tvrdost spoje se navíc přidává i fosfor, který však zvyšuje křehkost materiálu.
  - Pro pájení v elektrotechnice a elektronice se dlouho používala eutektická slitina s 37 % olova a 63 % cínu. Její teplota tání je 183 °C. Výhodou eutektické slitiny je hlavně to, že tuhne bez přechodových fází. Tyto dříve používané slitiny s olovem jsou podle směrnice RoHS od r. 2006 zakázány a jsou proto nahrazeny slitinami Sn s Cd, Zn, Ni, Bi, In, aj., (např. pájka 220, s Cd82Zn16Ag2). Jejich vlastnosti jsou však v porovnání s olovnatými méně výhodné, např. mají horší smáčivost a vyšší teplotu tavení. Pájky pro elektrotechniku jsou dodávány v nejrůznějších formách. Pro ruční pájení v elektronice se dodávají v podobě „dutého“ drátu (trubičky) vyplněné pastovitým tavidlem. K pájení SMD součástek (Surface Mounting Devices - bezvývodové součástky) se užívá pájka v pastovité formě, což jsou miniaturní kuličky pájky smísené s pastovitým tavidlem. Jako vsázka do zařízení pro hromadné pájení (cínová vlna) se užívají vakuově odlévané slitky (tyče) o hmotnosti půl až několika kilogramů.
- Dalším využitím cínu je varhanní kov, ze kterého se vyrábějí varhanní píšťaly. Je to slitina cínu a olova, obsah cínu určuje kvalitu píšťaly a její zvuk. Čím více cínu, tím větší má pak výsledný zvuk lesk, většinou se jedná o kompromis mezi výrobními náklady a požadovaným zvukem.
- Poslední ze známých slitin je kov Britania, který se využívá k výrobě jídelních příborů a nádobí. Je to slitina 90 % cínu, 8 % antimonu a 2 % mědi.

## Sloučeniny
Cín vytváří s většinou minerálních kyselin dvě řady solí s mocenstvím Sn2+ a Sn4+. Ve vodných roztocích jsou ionty o uvedeném mocenství stálé pouze v přítomnosti velkého nadbytku kyselin (především HCl stabilizuje ion Sn4+ tvorbou silných chlorokomplexů). Roztoky cínatých solí Sn2+ se ve styku se vzdušným kyslíkem pozvolna oxidují na soli cíničité.
Hlavní praktické uplatnění nalézají roztoky cínatých solí jako redukční činidla střední síly. Jsou nasazovány jak v organické tak anorganické syntéze i v analytické chemii v reduktometrických titracích nebo při tvorbě těkavých hydridů arsenu nebo antimonu.

### Sloučeniny cínaté
- Chlorid cínatý SnCl2 je bílá, mastně lesklá, rozpustná krystalická látka. Je to silné redukční činidlo. Nejlépe se připraví vedením par chlorovodíku přes rozžhavený cín.
- Oxid cínatý SnO je tmavý prášek, nerozpustný ve vodě. Vzniká reakcí hydroxidu cínatého s cínatými nebo zásaditými látkami.
- Sulfid cínatý SnS je tmavě hnědá, nerozpustná látka, která vzniká přímým slučováním cínu se sírou nebo se vylučuje z roztoků cínatých solí po přidání roztoku sirovodíku.
- Dusičnan cínatý Sn(NO3)2 je bílá, hygroskopická, krystalická látka, která se snadno rozkládá. Vzniká působením zředěné kyseliny dusičné na cín, kdy vzniká vedle dusičnanu cínatého i dusičnan cíničitý, nebo ho lze připravit reakcí oxidu cínatého nebo hydroxidu cínatého se zředěnou kyselinou dusičnou.
- hydroxid cínatý Sn(OH)2 je amfoterní bílá sraženina.

### Sloučeniny cíničité
- Cínovodík SnH4 neboli stannan je bezbarvá, velmi jedovatá plynná látka, která se lehce rozkládá. Vzniká při rozkladu slitiny hořčíku a cínu čtyřnormální kyselinou chlorovodíkovou.
- Fluorid cíničitý SnF4 je bezbarvá krystalická látka, která lehce tvoří komplexní sloučeniny. Vzniká reakcí chloridu cíničitého s bezvodým fluorovodíkem.
- Chlorid cíničitý SnCl4 je v bezvodém stavu bezbarvá, na vzduchu dýmající kapalina. Z vodného roztoku krystalizuje jako bezbarvá krystalická látka, která se snadno rozplývá na vzduchu a nejčastěji krystalizuje jako pentahydrát. Chlorid cíničitý snadno tvoří komplexní sloučeniny. Připravuje se reakcí cínu s chlorem. Využívá se v barvířství jako mořidlo.
- Bromid cíničitý SnBr4 je za pokojové teploty sněhobílá krystalická látka, která v roztoku snadno tvoří komplexní sloučeniny. Připravuje se slučování cínu s bromem.
- Jodid cíničitý SnI4 je žlutá až žlutohnědá krystalická látka, která se vodě rozkládá na jodid cínatý a jod. Připravuje se reakcí cínu s jodem.
- Oxid cíničitý SnO2 se v přírodě vyskytuje jako nerost cínovec (kasiterit) hnědočerné, šedé nebo žluté barvy. Je základní surovinou pro výrobu cínu. Nemá kapalné skupenství, při 1800 °C sublimuje. Ve vodě je nerozpustný a ani s kyselinami a roztoky hydroxidů nijak výrazně nereaguje. Používá se při výrobě bílých smaltů, glazur a leštících prášků, má antistatické účinky, a proto se aplikuje na povrchy skel (vzniká mléčné sklo). Připravuje se spalováním cínu v proudu vzduchu.
- Sulfid cíničitý SnS2 je zlatožlutá látka, která má obchodní název musivní zlato – tj. zlato pro mosaikové práce. V roztoku vytváří několik komplexů. Připravuje se působením sulfanu na roztoky cíničitých sloučenin nebo zahříváním cínu se sírou a salmiakem.